# 海雲寺 (品川区)
海雲寺（かいうんじ）は、東京都品川区にある曹洞宗の寺院。山号は龍吟山。「千躰荒神」を祀る寺として知られる。

## 歴史
この寺は、1251年（建長3年）不山が近くの海晏寺内に建てた塔頭庵瑞林に始まると伝えられる。当初臨済宗に属したが、1596年（慶長元年）五世分外祖耕により海晏寺から独立して曹洞宗に改められ、1661年（寛文元年）海雲寺に改名した。

## 境内・文化財
- 十一面観音像 - 1251年（建長3年）の創建当時からあり、春日仏師作とされる。
- 千躰荒神像 - インドの毘首羯摩作と伝えられ、古く肥後国天草郡荒神ヶ原にあったが、鍋島直澄が島原の乱出陣時に戦勝祈願したところ、千躰の神兵に助太刀され大きな武勲を得たといい、江戸高輪二本榎の佐賀藩鍋島家下屋敷に遷座させたが、1770年（明和7年）3月当寺に勧請された。移転は島原の乱時にキリシタンによって社を壊されたためとする話も伝わる。
- 千躰荒神堂奉納扁額 - 1861年（文久元年）のガラス製雌雄二鶏図、1935年（昭和10年）の広沢虎造夫妻奉納の文字額など全27面があり、品川区有形民俗文化財に指定されている。
- 平蔵地蔵 - 平蔵は鈴ヶ森刑場の番人で、2人の仲間と交代で乞食をしていたが、1860年頃の或る日大金が入った財布を拾い、正直に持ち主の仙台藩士に届けたところ、仲間の乞食に仲間外れにされ凍死したため、藩士が平蔵を悼んで建てたものである。当初青物横丁にあったが、1900年（明治33年）10月京急本線建設に伴い当寺に移された。
- 烏瑟沙摩明王像
- 筆塚 - 橘右近揮毫のもの。
- 力石 - 大正中期まで使われていた。
- えんの行者像
- 国会開設記念碑

## 交通
- 京急本線青物横丁駅徒歩4分（経路案内）。